# Calle de San Torcuato

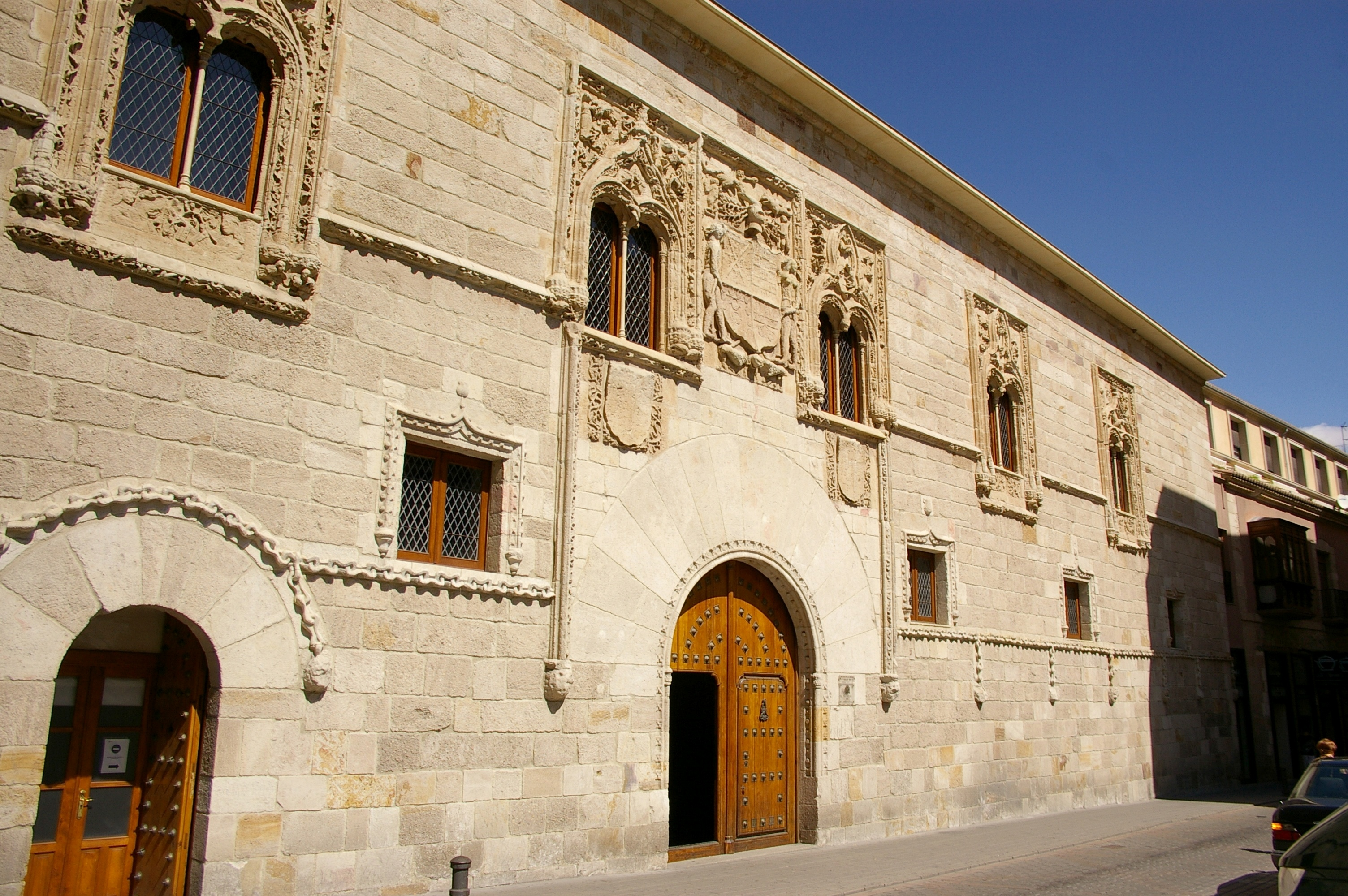
El palacio de los Momos a lo largo de la calle.

La calle de San Torcuato es una calle céntrica en la ciudad de Zamora (España). Se prolonga desde la plaza de Sagasta (confluyendo con la calle de Santa Clara) hasta la plaza de Alemania. En su recorrido se pueden encontrar edificios como el palacio de los Momos (en la plaza de Zorrilla), en su momento se encontró el popular Hospital del Comendador Don Alonso Sotelo, el Convento de los Trinitarios del siglo XVII (en San Torcuato n.º 43) y la antigua iglesia de este, del mismo siglo, conocida desde mediados del siglo XIX como iglesia de San Torcuato. 